# Montoneras Patria Libre
Las Montoneras Patria Libre (llamadas también Montoneros Patria Libre o MPL) fue una organización guerrillera nacida en 1985 que clama seguir los ideales del militar venezolano Simón Bolívar y del líder liberal ecuatoriano Eloy Alfaro. La organización es mayormente conocida por los secuestros del penalista Enrique Echeverría Gavilánez y del empresario español Pablo Martín Berrocal.
A pesar de sus golpes mediáticos, al final del gobierno de León Febres-Cordero Ribadeneyra la guerrilla terminó diezmada y con la mayoría de integrantes detenidos, un destino parecido al ocurrido con su aliado y contraparte Alfaro Vive ¡Carajo!.

## Antecedentes
Las Montoneras Patria Libre surgieron en un contexto económico espinoso en la década de los 80´s. Durante los años 70 Ecuador experimentó una tasa de crecimiento económico anual del 8.1% en parte a los altos precios del petróleo. En 1982 la economía se estancó debido a la caída del precio del petróleo y a la simultánea subida de las tasas de interés en los mercados internacionales. Las clases medias y altas fueron las que más se beneficiaron del auge petrolero, pero las clases populares fueron las que sufrieron los costos del ajuste económico cuando la bonanza se acabó.
El gobierno de León Febres-Cordero Ribadeneyra (1984-1988) exacerbó la crisis económica. Con el precio del petróleo más bajo registrado hasta ese momento en 1986 Su equipo económico estaba compuesto por tres notorios economistas Carlos Julio Emanuel, Francisco Swett y Alberto Dahik.
Ellos devaluaron el sucre, fomentando las exportaciones agrícolas y favoreciendo a grupos económicos. Al mismo tiempo eliminaron los controles de precios y redujeron el subsidio de la gasolina, incrementando el precio de esta en un 70 %. El impacto de la crisis sobre los sectores populares aumentó el desempleo y la inflación y redujo el consumo. La crisis se sintió particularmente en los sectores más desfavorecidos de las ciudades con una caída promedio del ingreso real urbano del 8,7 % anual de 1981 a 1989, la caída más grande entre los países latinoamericanos.

## Historia
Las Montoneras Patria Libre irrumpieron por primera vez el 22 de enero de 1986, con una toma simbólica del museo del centro histórico de Quito, la cual resguarda varios objetos relacionados con la guerra de independencia de Ecuador. Los guerrilleros se llevaron objetos históricos y ahí mismo lanzaron su primer panfleto donde mencionaban como influencia directa el ideario de Simón Bolívar y Eloy Alfaro, esto en su lucha para "liberar a Ecuador de sus oligarcas e influencias extranjeras".

### Secuestro de Enrique Echeverría
Uno de los capítulos más conocidos del grupo ocurrío el 20 de mayo de 1986, a doce días un plebiscito, miembros del MPL secuestraron al representante del ejecutivo y representante ante el Tribunal de Garantías Constitucionales y penalista ecuatoriano Enrique Echeverría Gavilánez. Seis días después, el representante fue liberado gracias a negociaciones, en las cuáles los nueve secuestradores se entregaron y el gobierno se ofreció a darles un juicio justo. Más tarde se agregó que algunos de los guerrilleros habían participado en el secuestro de Antonio Briz López por parte de los llamados Comandos Revolucionarios (grupo que influenciaría al MPL y Alfaro Vive ¡Carajo!). Después del secuestro de Echeverría Gavilánez, el grupo se desvaneció del panorama nacional, limitándose a publicar comunicados.

### Secuestro de Pablo Martín Berrocal y final
Menguado y acosado por las autoridades, el MPL entrega a finales de 1988 una carta al presidente Rodrigo Borja Cevallos, antes de su posesión, sobre su posición de lucha de la organización subversiva y el acercamiento para un posible cese al fuego. Al mismo tiempo empieza a acumular fuerzas y centrándose en su base social. 
Después de meses de preparación, el 9 de agosto de 1989 es secuestrado el empresario español Pablo Martín Berrocal, en un primer instante, se creyó que ETA o el ELN estaba detrás del secuestro, hasta que el MPL clamo responsabilidad del secuestro. La familia de Martín Berrocal negoció en Colombia a través de intermediarios y al margen de las autoridades, debido al poco interés de las fuerzas de seguridad ecuatorianas y españolas sobre el tema. También fue asesorada por la firma británica de seguridad Control Risk, pese a que el grupo se lo había prohibido. No fue hasta el 15 de abril de 1990 cuando el MPL liberó al empresario, recibiendo una cantidad diez veces mayor del que terminaría recibiendo.
A pesar de los golpes recibidos por las autoridades, en octubre de 1991 cuando el MPL realiza su primera asamblea nacional. A pesar de este y otros esfuerzos, el MPL fue cayendo en la inacción, desapareciendo a finales de la presidencia de Rodrigo Borja, ocasionando que los militantes restantes huyeran a otras organizaciones sociales y guerrilleras tanto en el país como en Colombia.
No fue hasta el año de 2012, en la que surge la organización Montoneras-LN, la cual clama ser el continuador del MPL, limitándose solo a lanzar comunicados.